# Piatră miliară

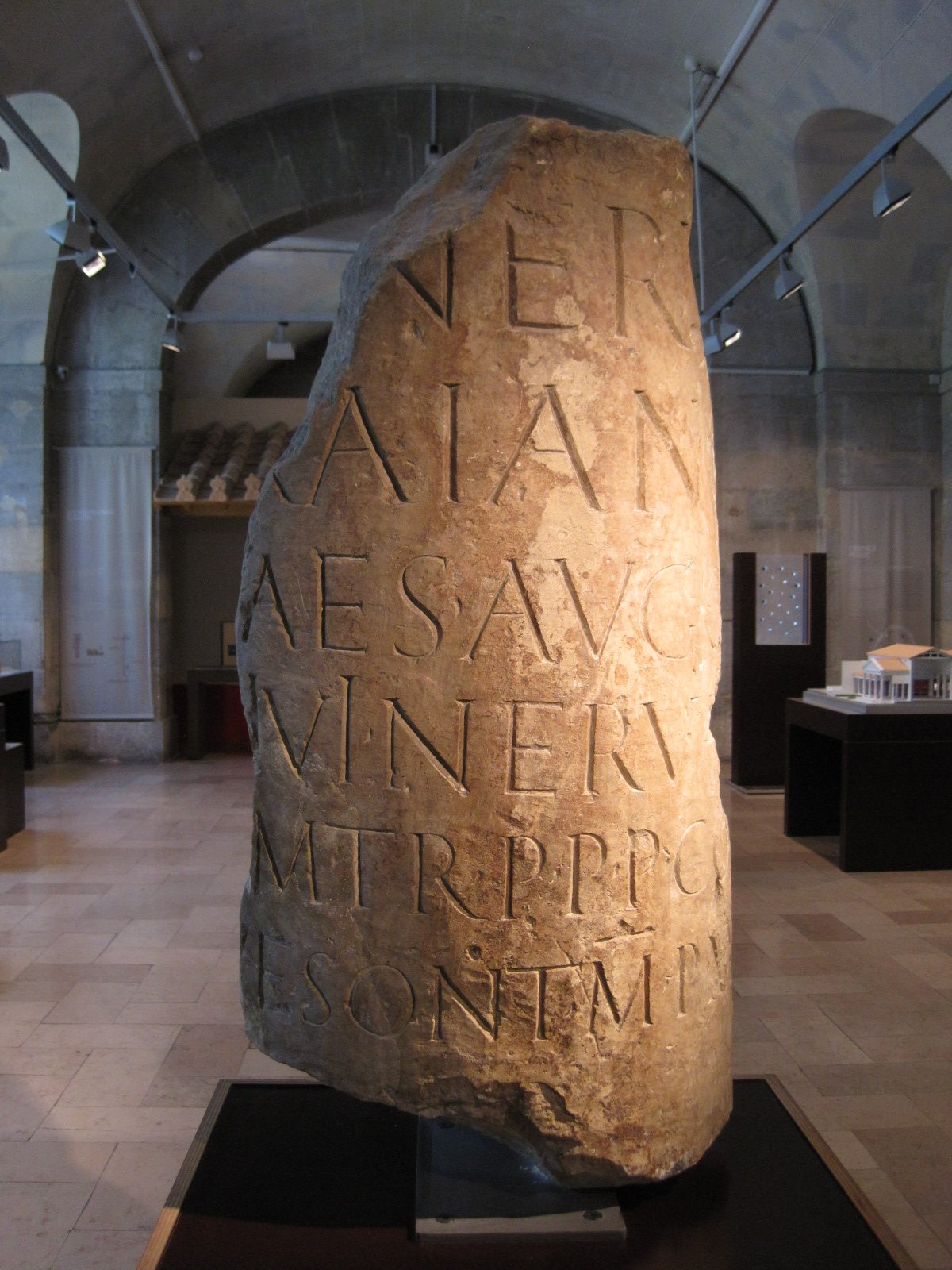
Fragment de piatră miliară purtând mențiunea de Vesontio (azi Besançon), sub împăratul roman Traian (98-117) (Musée des beaux-arts et d'archéologie de Besançon, în română: „Muzeul de artă și de arheologie din Besançon”)

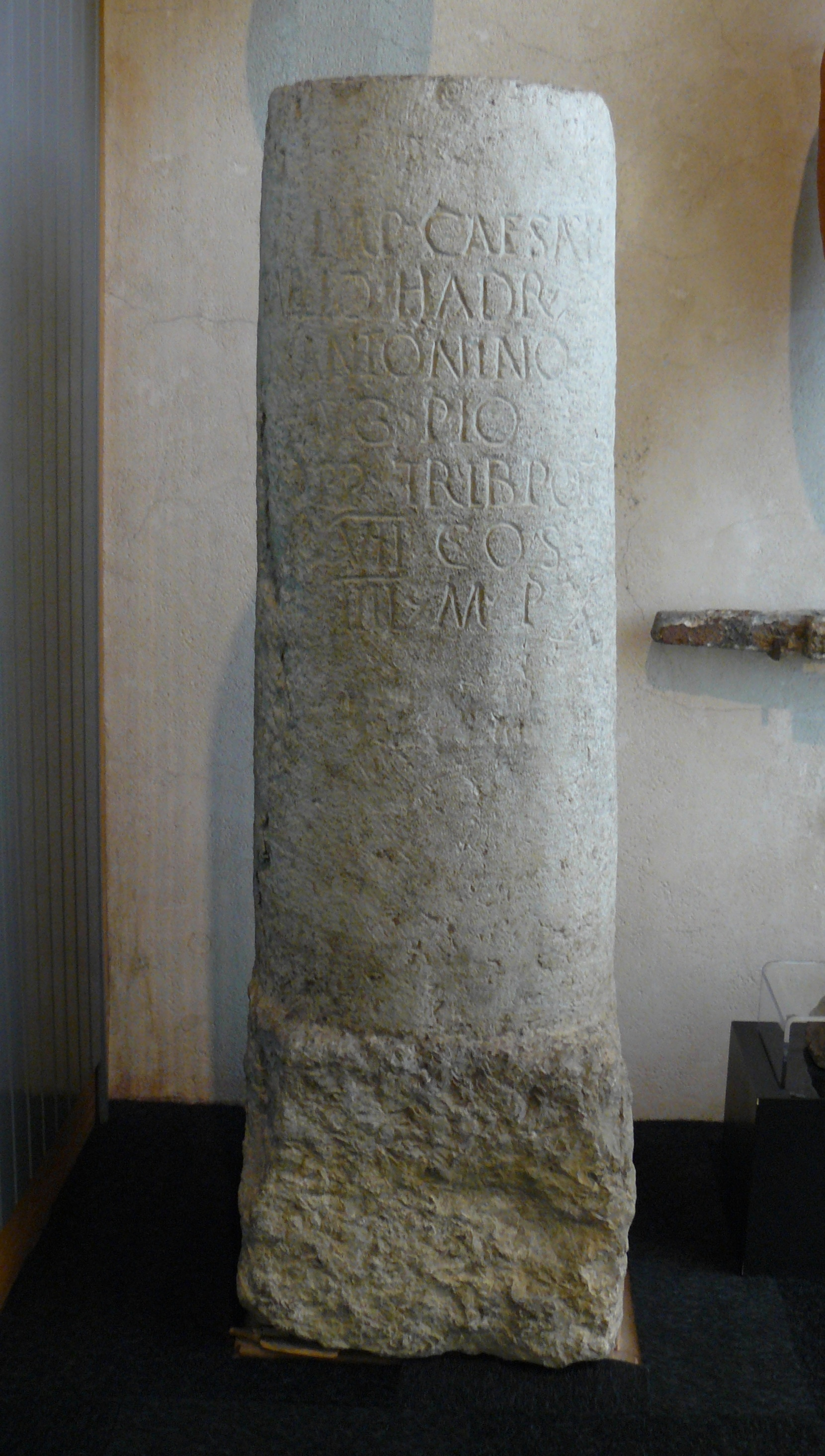
Piatră miliară de pe un drum roman din Ardèche datată în 145 și păstrată la Musée d'archéologie nationale, în română: „Muzeul de Arheologie Națională”

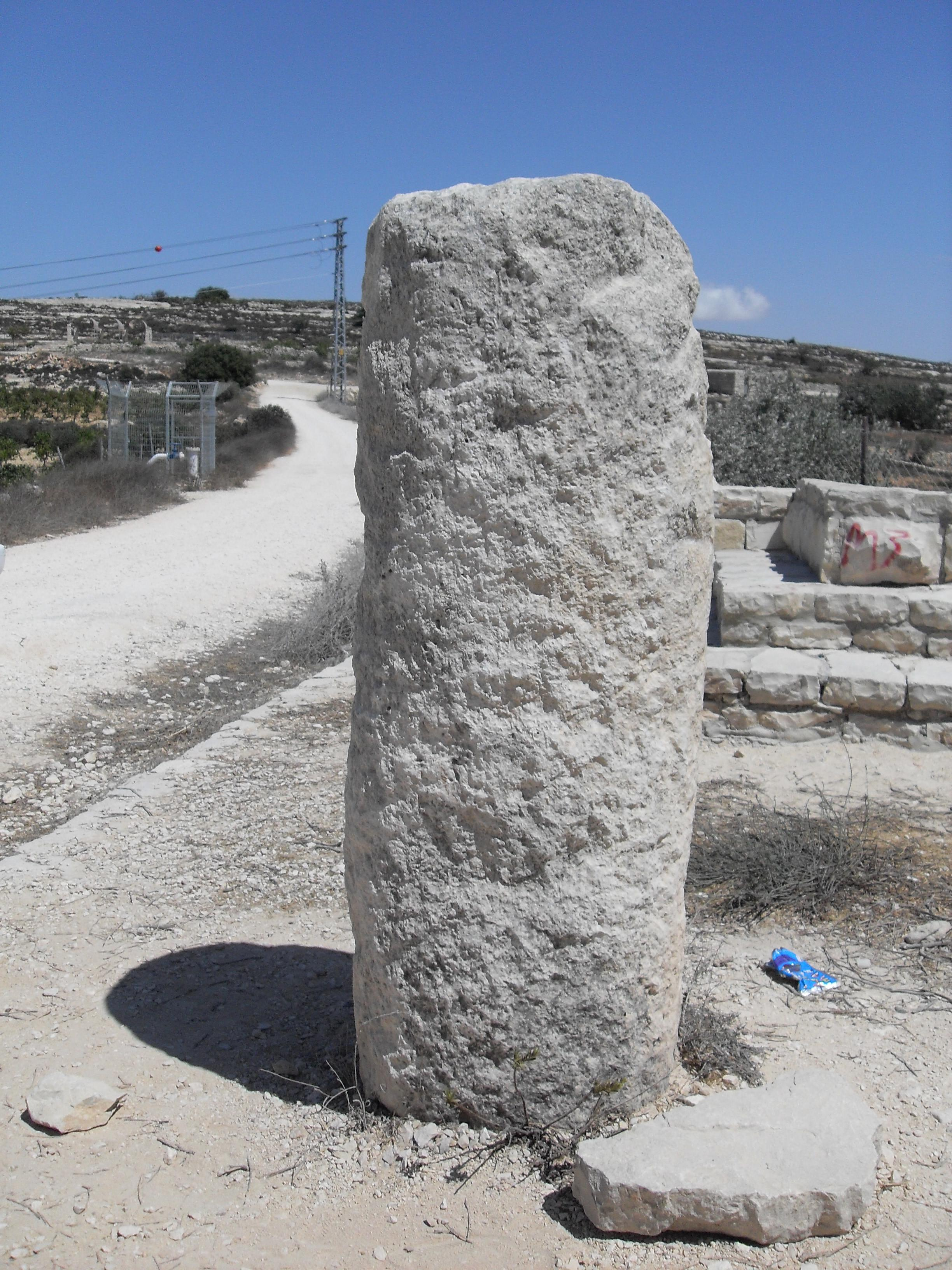
Piatră miliară romană „In situ” pe « Drumul Patriarhilor » la Alon Shvut (Israel)

În Roma antică, pietrele miliare (în latină milliaria la plural, iar la singular: milliarium), sau miliare, erau  niște borne rutiere din piatră, în general în formă de coloană și care purtau inscripții, destinate la marcarea distanțelor pe traseul principalelor drumuri romane din Italia și din provinciile romane. Cum indică numele lor, distanțele erau măsurate în mile romane, adică vreo 1.460 de metri. Totuși în provinciile din Galia, distanțele puteau fi exprimate uneori în leghe, în latină leuca sau leuga, egală cu 1½ milia passuum = 2,22264 km = 7.500 de picioare. În această situație, unii autori vorbesc despre piatră leucară sau piatră leugară.

## Descriere
Chiar înainte de 250 î.Hr. pentru Via Appia, și după 124 î.Hr. pentru cele mai multe dintre celelalte, distanțele între un oraș și celălalt au fost calculate în mile romane, iar acestea erau marcate prin repere. Cuvântul care există în limbile moderne, milă, provine din sintagma latină Milia passuum, ceea ce înseamnă „o mie de pași”, care corespund la aproximativ 1480 de metri. Piatra miliară, sau miliarul, era, de obicei, o coloană cilindrică pe o bază cubică sau paralelipipedică solidă, înfiptă în sol la mai mult de 60 cm. Avea 1,50 m până la 4 m înălțime, 50 – 80 de centimetri în diametru și greutatea de peste 2 tone. La bază era scris numărul de mile romane de drum parcurse. La înălțimea ochiului călătorului era specificată distanța de la Forumul Roman, precum și alte informații cu privire la împărații sau alte persoane oficiale care au construit sau reparat drumul, și când. Pietrele miliare sunt documente istorice valoroase. Inscripțiile lor sunt colectate în volumul XVII al lucrării Corpus Inscriptionum Latinarum.
Romanii au avut o preferință puternică pentru standardizare, atunci când era posibil, iar Augustus, după ce a devenit comisar permanent al drumurilor, în 20 î.Hr., a așezat Miliarum Aureum (în română: „piatra miliară de aur”) în Forumul Roman, lângă Templul lui Saturn. El a considerat că toate drumurile încep de la acest monument de bronz aurit. De aici dictonul, cunoscut în toată lumea: „Toate drumurile duc la Roma” (cu sensul: „Există mai multe mijloace pentru a atinge un anumit scop”). Pe acest monument au fost gravate distanțele până la cele mai importante orașe ale Imperiului. Împăratul Constantin cel Mare l-a numit Umbilicus Romae (în română: „Buricul Romei”, cu alte cuvinte, „centrul Romei”).
Pietrele miliare au permis să se știe exact locurile și distanțele dintre ele. Nu a durat mult și diferitele fapte au fost înregistrate cu referire la mila la care s-a întâmplat.

## Folosire și aspect
Contrar la ceea ce ar putea lăsa să se creadă, pietrele miliare nu erau ridicate din milă în milă, ci pur și simplu pentru a face cunoscute călătorului lucrările de construcție și de întreținere ale dumurilor romane, ordonate de Împărat sau de funcționarul aflat sub autoritatea sa. Pietrele miliare purtau o inscripție care menționa, de obicei:
- numele împăratului sau magistratului care a hotărât construcția sau repararea drumului și titulatura sa. Titulatura imperială, prin precizia sa, este de mare utilitate pentru a determina data ridicării bornei / pietrei miliare. Sub Imperiul Timpuriu, era redactată la nominativ, în timp ce sub Imperiul Târziu, era redactată la dativ[5], fapt ce transformă piatra miliară într-un monument care-l glorifica pe împărat .
- o formulă: „fecit”, „refecit”, „restituit”, ...
- distanța dintre punctul de implantare, care nu este menționat,  și locul de plecare sau de sosire, indicat în mile romane sau în leghe galice (unde 1 leghe galică ≈ 1,5 mile romane), sau subdiviziuni ale acestora.

Ca utilitate, prin urmare, ele pot să pară mai apropiate de panourile rutiere actuale decât de bornele kilometrice din ziua de azi, însă este îndoielnic că acesta ar fi fost primul lor rol, repartiția pietrelor miliare necorespunzând, în mod necesar, acestei funcții. Rolul exact al pietrelor miliare a făcut obiectul discuțiilor. Pietrele aveau, în mod incontestabil, un rol de reprezentare a puterii. Au fost uneori asimilate mijloacelor de propagandă. Pentru Benjamin Isaac, dacă pietrele miliare nu sunt obiecte utilitare, funcția lor de comunicare trebuie să fie repusă în contextul monarhiei autocratice care era Imperiul. Astfel în partea orientală a Imperiului pietrele miliare poartă titulatura împăratului în latină, în timp ce indicațiile de distanță sunt adesea  în greacă: această ultimă parte putând fi citită de populație, spre deosebire de prima parte care nu este destinată a fi citită de populația provincială. Această populație provincială nu cunoștea, în general, latina, limbă a armatei și a administrației imperiale. Însă, potrivit lui Benjamin Isaac, mesajul nu era destinat în special soldaților, ci utilizat de ierarhia lor pentru a-și manifesta lealitatea față de împărat. 

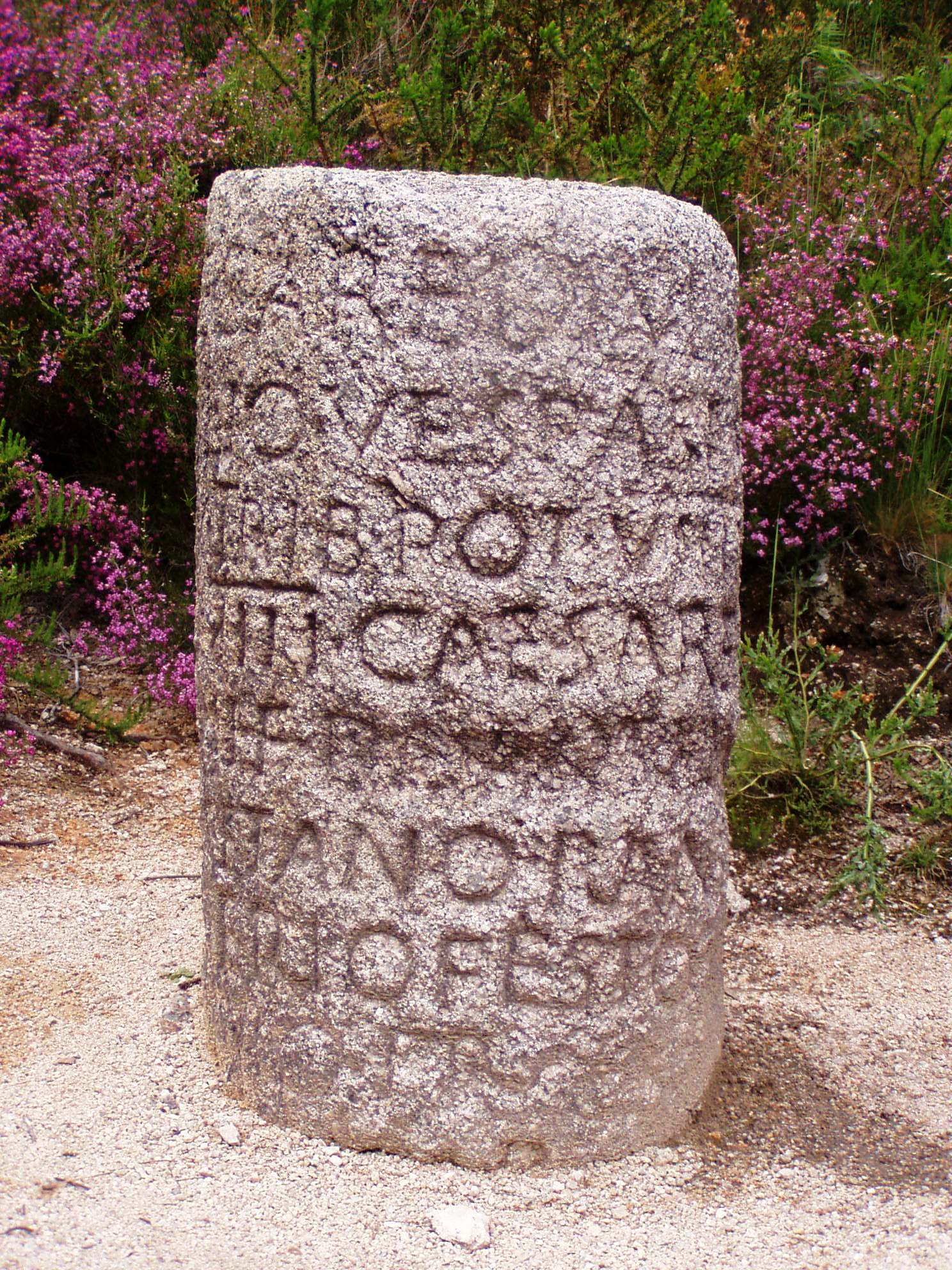
O piatră miliară de pe Via Romana XVIII Pe piatră a fost gravat textul în limba latină: „IMP[eratore] TITO CAESARE/ DIVI VESPASIANI F[ilio] / VESPASIANO AVG[usto] / PONT[ifice] MAX[imo] TRIB[unicia] POT[estate] / VIIII IMP[eratore] XV P[atre] P[atriae] CO[n])S[ule] / VIII CAESARE DIVI VES/PASIAN(i) F[ilio] DOMITIANO / C[n]S[ule] VII VIA NOVA FACTA / C[aio] CALPETANO RANTIO / QVIRINALE VALERIO / FESTO LEG[ato] AVG[usti] PR[o] PR[aetore] / A BRAC[ara] M[illia] P[assuum] XVIIII/center>

Totodată, potrivit lui Benjamin Isaac, în mai multe provincii, în Bretania, în Iudeea și în Pannonia, primele miliare datează din timpul călătoriei lui Hadrian în aceste regiuni: armata și ofițerii săi manifestându-și astfel fidelitatea  față de suveran și buna administrație a teritoriilor plasate sub autoritatea lor. Pietrele miliare n-ar ilustra atunci atât voința Imperiului  de a-și manifesta puterea față de supușii săi cât raportul care lega împăratul și responsabilii provinciilor. Dispunerea pietrelor de-a lungul drumurilor n-ar asculta de o logică deosebită, iar acumularea acestora într-un același loc n-ar semnala decât faptul că repetarea mecanică a implantării de pietre miliare servea drept gajuri de fidelitate. Benjamin Isaac notează totodată posibilitatea  ca pietrele miliare să fi avut și un rol mai concret pe terenul atribuțiilor fiscale.
Recent, Th. Kissel a aprofundat această idee și susține că pietrele aveau un rol instituțional și fiscal important. Într-adevăr, întreținerea regulată a drumurilor se afla în sarcina comunităților riverane și fără posibilitate de imunitate. Condițiile concrete ale acestei întrețineri sunt puțin cunoscute, dar este sigur că cheltuielile erau mari, iar anumite miliare poartă mențiunea comunităților care au participat la construcția sau la amenajarea drumului, chiar dacă cel mai adesea ele îi menționează acțiunea împăratului, responsabil în ultimul rând de drumurile Imperiului. Împăratul putea să finanțeze lucrările sau să le încredințeze soldaților săi. Miliarele serveau și la oferirea informațiilor teritoriale: într-o dispută teritorială în Frigia, pietrele miliare au servit drept referință pentru definirea responsabilităților  fiecăruia față de exigențele administrației, miliarele delimitau, prin urmare, diferitele  secțiuni ale drumurilor care trebuiau să fie construite sau întreținute de către provinciali.
Fiecare refacere a drumului sau fiecare redefinire a exigențelor fiscale putea să conducă la o nouă rebornare, o nouă piatră adăugându-se celei vechi. Este, prin urmare, destul de des să găsești mai multe pietre miliare din epoci diferite în același loc. Astfel, la Rujswick, nu departe de Haga, s-au găsit, în 1997, patru pietre miliare datând din timpul domniilor lui Antoninus Pius, Caracalla, Filip Arabul și Traian Decius.

### Miliarul de la Aiton

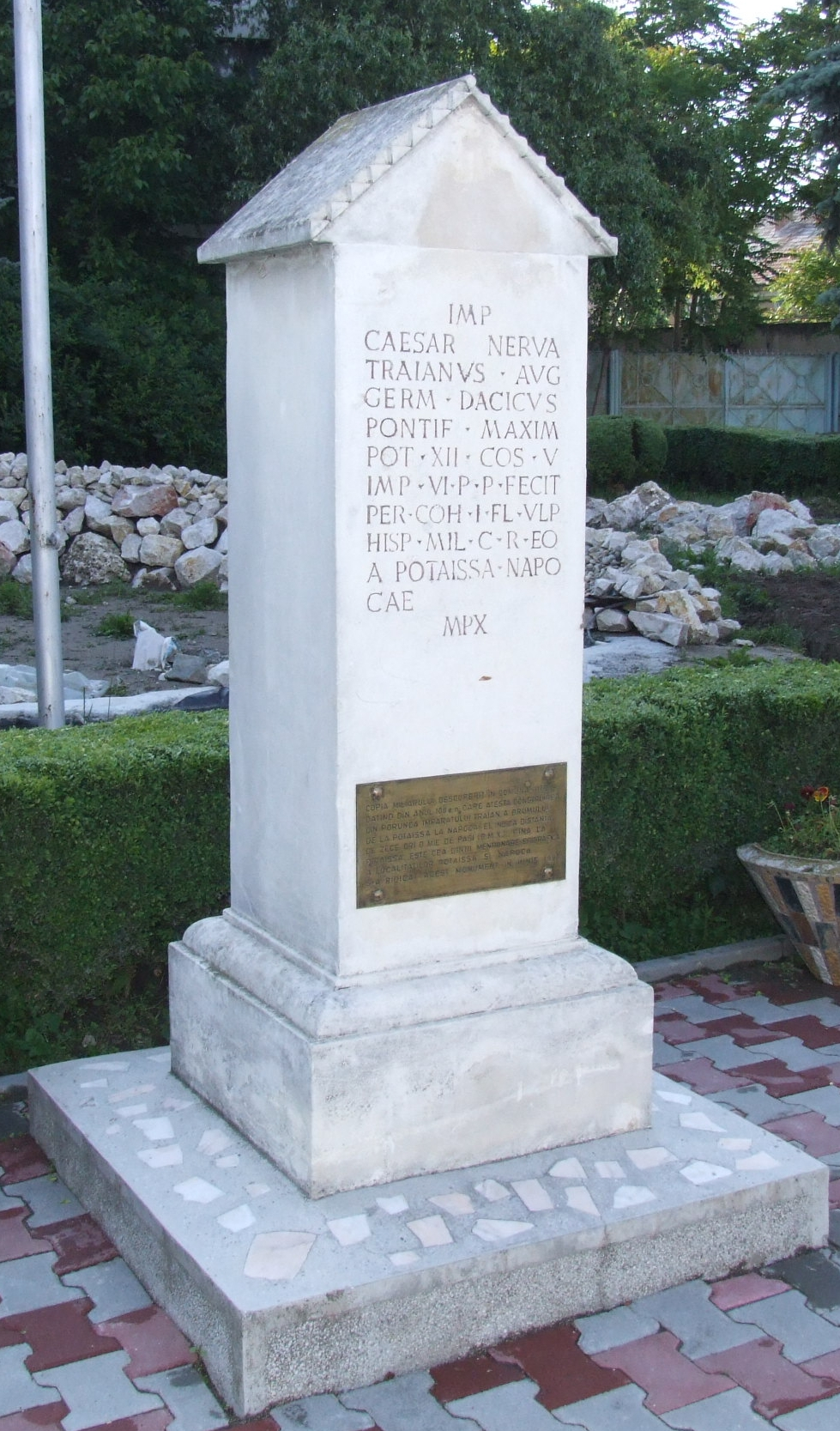
Miliarul de la Aiton
(copia de la Turda)

În anul 1758 profesorul de religie Mihály Szathmári Pap (1737-1812) a descoperit o piatră miliară în localitatea Aiton, din actualul județ Cluj. Piatra fusese instalată în anul 108 d.Hr. și marchează distanța de la Potaissa la Aiton, constituind prima atestare documentară a castrelor Potaissa și a Napoca. Desenul original cu inscripția de pe miliar aparține lui Mihály Szathmári Pap. În anul 1773 istoricul ardelean Johann Seivert (1735-1785) a văzut desenul lui Mihály Szathmári Pap și l-a publicat. Informația a fost preluată de Theodor Mommsen în 1873 și înregistrată în CIL (Corpus Inscriptionum Latinarum) vol. III, textul 1627, Berlin. Cercetătoarea clujeană Iudita Winkler a descoperit desenul din 1773 al lui Johann Seivert, într-un manuscris păstrat în Biblioteca Centrală Universitară din Cluj, pe care l-a publicat în 1982. Originalul miliarului s-a pierdut.
Există 3 copii ale miliarului:
- o copie identică cu originalul, de formă cilindrică, din beton, executată prin anii 1970 din inițiativa profesorului de istorie Tiberiu Cerghi de la școala din Aiton; copia se află în curtea școlii din Aiton.
- o copie de formă prismatică, așezată în anul 1993 în Piața 1 Decembrie din Turda (în fața Poștei).
- o copie de formă prismatică, așezată în anul 2010 în fața școlii din Aiton.

Inscripția completă de pe miliarul descoperit la Aiton este: 
„MPerator CAESAR NERVA TRAIANUS AUGustus GERManicus DACICUS PONTIFex MAXIMus (tribunicia) POTestate XII, COnSul IV, IMPerator VI, Pater Patriae, FECIT PER COHortem I FLaviam ULPiam hiSPanorum MILliariam Civium Romanorum EQiutatam A POTAISSA naPOCAE. Millia Passuum X."”